# Povestiri din Criptă
Povestiri din Criptă (Engleză:Tales From The Cryptkeeper) este un serial de animație pentru copii și adolescenți american, ce se bazează pe serialul TV de groază omonim din 1989. A fost difuzat prima dată pe ABC între anii 1993 și 2000, apoi pe YTV între 1993 și 1996 (primele sezoane) și în 2002 ultimul sezon. În România, primele sezoane au fost difuzate pe Minimax între 2001 și 2004 iar ultimul sezon în 2005. Ultimul episod nu a fost difuzat niciodată în România.

## Personaje

### Principale
- Povestitorul (The Cryptkeeper) - John Kassir (39 episoade)
- Vrăjitoare (The Old Witch) - Elizabeth Hanna (18 episoade)
- Vrăjitorul (The Vault Keeper) - Dan Hennesey (15 episoade)

### Secundare
- Chuck (Chuck - printul narcisist) - Jay Mohr (2 episoade)
- Melvin (Melvin - fratele lui Chuck, menestrelul) - N/A (2 episoade)
- Cammila (Cammile) - Sandra Becker (2 episoade)
- Mildred - N/A (2 episoade) (+ 13 episoade într-un flashback din generic)
- Danny - N/A (1 episod) (+13 episoade într-un flashback din generic)

## Episoade
| Sezonul                      | Episoade | Premieră SUA/CANADA | Premieră RO  |
| ---------------------------- | -------- | ------------------- | ------------ |
| 1                            | 13       | 1993/1994           | 2001         |
| 2                            | 26       | 1994-1995/1995      | 2004         |
| "Noile Povestiri din Criptă" | 26       | 1999-2000/2002      | 2005-prezent |

### Sezonul 1
| Nr. | Titlul în limba română        | Titlul original                    |
| --- | ----------------------------- | ---------------------------------- |
| 1   | Când pisica nu-i acasă...     | While The Cat's Away               |
| 2   | În natură                     | Nature                             |
| 3   | Coșmaruri plăcute             | Pleasant Screams                   |
| 4   | La pescuit/La muncă           | Gone Fishing/A Little Body of Work |
| 5   | Frumoasa din Pădurea Adormită | Sleeping Beauty                    |
| 6   | Lucrări în ceară              | The Work, In Wax                   |
| 7   | Omul peșterilor               | The Cave Man                       |
| 8   | De-a v-ați-ascunselea         | Hyde and go Shriek                 |
| 9   | Spaimele nopții               | Fare Tonight                       |
| 10  | Mâna gorilei                  | Gorilla's Paw                      |
| 11  | Înfășurat în spaime           | This Wraps it Up!                  |
| 12  | Un comportament horror        | Grounds For Horror                 |
| 13  | Olandezul Zburător            | Ghost Ship                         |

### Sezonul 2
| Nr. | Titlul în limba română                        | Titlul original                                 |
| --- | --------------------------------------------- | ----------------------------------------------- |
| 1   | Sfârșitul jocului!                            | Game Over                                       |
| 2   | Sânge rece, inimi calde/Păianjenul și muștele | Cold Blood, Warm Heart/The Spider And The Flies |
| 3   | Fantoma răzbunătoare/Mitul Gorgonei           | The Avanging Phantom/The Myth Conceptions       |
| 4   | Detalii înseilate                             | All The Gory Details                            |
| 5   | Femeia care plânge                            | The Weeping Woman                               |
| 6   | Morții nu sar                                 | Dead Men Don't Jump                             |
| 7   | Mina bântuită                                 | The Haunted Mine                                |
| 8   | Izvorul durerii                               | The Growing Pains                               |
| 9   | Frații Gruff                                  | The Brothers Gruff                              |
| 10  | Casa groazei                                  | Horrible House of Horrors                       |
| 11  | Vânătorul vânat                               | Hunted                                          |
| 12  | Chuck, Melvin și vrejul de fasole             | Chuck and Melvin and the Beanstalker            |
| 13  | Expresul de Transilvania                      | Transylvania Express                            |

### Noile Povestiri din Criptă (Sezonul 3)
| Nr. | Titlul în limba română              | Titlul original               |
| --- | ----------------------------------- | ----------------------------- |
| 1   | Povestirile lui Sharon              | Sharon Sharalike              |
| 2   | Prieteni Imaginari                  | Imaginary Friends             |
| 3   | Deșeurile Bântuite                  | Watste Not,Haunted Not        |
| 4   | Mecanicul                           | Unpopular Mechanics           |
| 5   | Spirit Competitiv                   | Competitive Spirit            |
| 6   | Probleme În Magazie                 | Trouble in Store              |
| 7   | Așa de Atractivă...                 | So Verry Atractive            |
| 8   | Răzbunarea Tocilarului              | Drawn and Quartered           |
| 9   | Coșmar În Bibliotecă                | All Bookes Up                 |
| 10  | Extratereștrii din Oraș             | Town Gathering                |
| 11  | <<E pentru Tine!>>                  | It's For You                  |
| 12  | Monștrii Mi-au Mâncat Tema!         | Monsters Ate My Homework      |
| 13  | Prea Smecher Pentru Scoala (1 si 2) | Too Cool For School (1 and 2) |

### The Brand New Tales From The Cryptkeeper (Sezonul 4)
La început, serialul a fost programat pentru 4 sezoane, dar în 1995 s-a rezumat la 2 sezoane; În 1998 s-a realizat și un al treilea sezon. În 2002 s-a propus realizarea unui al patrulea sezon, dar nu s-au finalizat.

## Difuzare
Serialul se difuzează în America pe ABC și WB, în Canada pe YTV și Teletoon, în Grecia, Italia, Franța, Germania, Regatul Unit și România.